# سعيد بن قيس الهمداني
سعيد بن قيس الهمداني من عِليَة هَمْدان وكبرائها، ومن سلالة ملوكها، لا يوجد تاريخ واضح لمولد هذا الرجل؛ لعدم نصِّ المؤرّخين والمترجمين له على ذلك، ولفقدان القرائن التي تشير إلى تاريخ يُقدَّر أو يُخمّن. إلاّ أنّ الذي نقف عليه هو أنّ سعيد بن قيس كان من كبار جيل التابعين، وكان صاحب راية همدان في موقعة الجمل وصفين.

## اسمه الكامل
سعيد بن قيس من يام بن أصبا بن دافع بن مالك بن جشم بن حاشد بن جبران بن نوف بن همدان بن مالك بن زيد بن أوثلة بن ربيعة بن الخيار بن مالك بن زيد بن كهلان بن سبأ.

## سيرته
كان سعيد بن قيس رجلاً صالحاً عابداً، وهو – بالإضافة إلى ذلك – الرجل الشجاع المحارب الصامد، الذي كان له باعٌ طويل وتجربة عميقة ناجحة في المعارك .
وقد بَرزَت قدراته العسكرية وملكاته القيادية في المواقع الحساسة وعند تسلمه للمسؤوليات التي اُنيطت به في معركتَي الجَمَل وصِفِّين، وما بعدهما من المناورات التي كانت بين جيوش الإمام الحسن سبط رسول الله ( صلى الله عليه وآله ) وجيوش معاوية .
وكان سعيد ( رضوان الله عليه ) من أعمدة القتال في تشكيلة الجيش العلَوي، فكان أمير المؤمنين ( عليه السلام ) يُخرج إلى القتال مَرَّةً الأشتر، ومَرَّةً حُجْرَ بن عديٍّ، ومَرَّةً سعيدَ بن قيس اليامي الهمداني، ومَرَّةً قيس بن سعد بن عُبادة الأنصاري .
وكان سعيد يحرس الإمام ( عليه السلام ) حراسة نابهة، ويحرص على حياته المباركة أشد الحرص، ويتبعه اتِّباع الظل .
واللافت في شجاعة سعيد بن قيس أنها مقرونة بالذكاء والخطط الحربية والحنكة العسكرية، فلم تكن مجرد طاقات بدنية عالية، إنما كانت مُطَعَّمَةً بالتجربة الطويلة والخبرة العميقة .
كما كان ذا قدرة متفوقة في ضبط الجيش، واتخاذ الموقف النسب في المكان والزمان المناسبين .

## جهاده
اشترك سعيد بن قيس في فتح نَهاوَند سنة ( 19 هـ ) ، وكان صاحب راية همدان في معركة الجمل، وقد شارك أيضاً في عقر الجمل.
كما أنه كان من أَحَدِ الخمسة الذين أيَّدوا أمير المؤمنين في المسير إلى الشام ( صفين ) ، وقد عُقد له اللواء على همدان.
وذهب هو وبشير الأنصاري رسولَين إلى معاوية إتماماً للحجة عليه قبل بدء القتال، فقال له سعيد : والله يا ابن هند ! لتَغلِبنَّ سيوفُ صاحبِنا ما تودُّ أنَّ اُمَّك لم تلدك، ولم تكن في العالمين .
ولما اشتد القتال اقترب سعيد من معاوية وكاد يقتله. وقد أبطل خطة معاوية الذي بعث كتيبة بقيادة عبيد الله بن عمر بن الخطاب لتهاجم جيش الإمام علي من الخلف، فحمل عليهم سعيد بن قيس وصدهم. تقدم سعيد في همدان أمام أصحاب الصفوف من جيش معاوية، فقتل هو وجماعة بصفوفهم أكثر من ثلاثة آلاف فارس من قوات الشام في بقعة واحدة. ثم حملوا على أصحاب معاوية حتى ألجأوهم إلى التلِّ، ثمّ صعدت همدان في أثرهم فحدروهم من التلِّ وأخذت السيوف هامات الرجال .

## وفاته
كانت عام 45 هجري